# Kuripan (Penengahan)
Kuripan is een bestuurslaag in het regentschap Lampung Selatan van de provincie Lampung, Indonesië. Kuripan telt 2191 inwoners (volkstelling 2010).